# Caryophyllaceae
Dianthaceae
Famille
Classification APG III (2009)
Les Caryophyllaceae (Caryophyllacées) sont une famille de plantes à fleurs de l'ordre des Caryophyllales. Cette famille comporte un peu plus de 80 genres et 2 000 espèces. Ce sont essentiellement des plantes herbacées, caractérisées notamment par des tiges porteuses de feuilles simples et entières, généralement opposées, et attachées à la tige au niveau d'un nœud renflé, comme chez les œillets véritables ou les silènes.

## Étymologie
Le nom de cette famille donné par Antoine-Laurent de Jussieu en 1789 est basé sur le genre type Caryophyllus Mill. — nom de genre pourtant illégitimé, Caryophyllus Mill. étant synonyme de Dianthus L., —  et aussi d'après l'épithète spécifique caryophyllus.
Le terme a été appliqué à l'espèce cultivée, ou Œillet commun, appelée par Philip Miller Caryophyllus Mill. (Miller abrégé en Mill., est partisan d'une nomenclature prélinnéenne) et Dianthus caryophyllus L. par Carl von Linné (abrégé en L.) dans son Species plantarum en 1753, à cause de l'odeur de ses fleurs qui rappellent le clou de girofle. Or ce nom est donné en 1687 par Paul Hermann, à tort car si karyophyllon désigne en grec le clou de girofle, fruit du giroflier (Myrtaceae), le terme évoque l'odeur des feuilles de noyer (du grec karyon, « noix » et phyllon, « feuille »).

## Classification

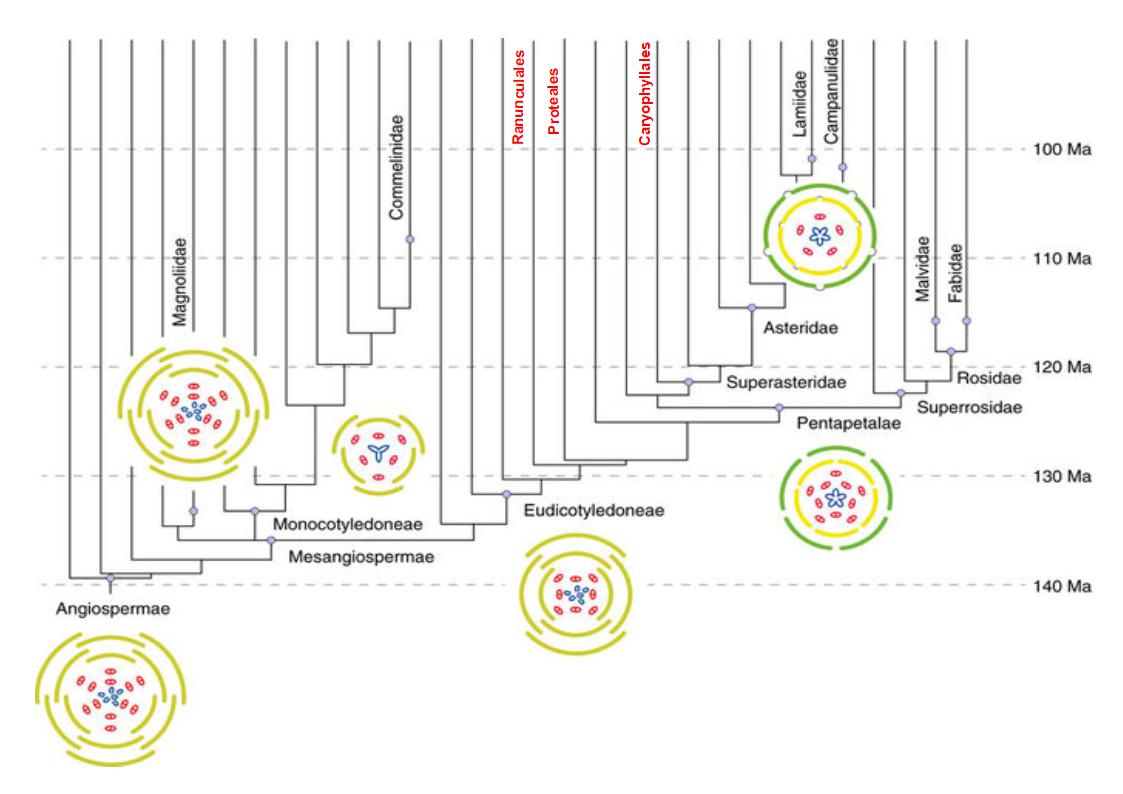
Évolution florale représentée par les diagrammes floraux.

Le nom de famille Caryophyllaceae a fait l'objet d'une proposition de conservation (nom. cons.), ce qui permet son emploi préférentiel à Dianthaceae. Ceci explique pourquoi, autant la classification classique de Cronquist (1981) que la classification phylogénétique APG III (2009) emploient ce nom.

## Distribution
La famille est cosmopolite (bien que certaines espèces soient endémiques), mais est surtout bien représentée dans les régions tempérées et chaudes (pourtour méditerranéen) de l'hémisphère Nord. Elle est particulièrement riche sur le pourtour méditerranéen et en Asie. Sous les tropiques, elle est limitée aux secteurs montagneux d'altitude (formant des coussinets, comme Silene acaulis). Elle comporte notamment la Sagine antarctique, l'une des deux plantes à fleurs présente en Antarctique.
Elle comprend principalement des plantes herbacées, un grand nombre de plantes ornementales et autant d'adventices subcosmopolites (telles le mouron des oiseaux, la nielle des blés, de nombreuses Silene, Arenaria et Cerastium).

## Description

### Appareil végétatif
- Plantes herbacées ou suffrutescentes aux racines pivotantes ou rhizomateuses et fibreuses, très rarement tubéreuses
- Tiges parfois avec des épaississements secondaires d’anneaux concentriques (de xylème et de phloème), notamment au niveau des nœuds renflés desquels la tige se brise facilement d'où l'étymologie populaire souvent donnée : du grec caryo (noyau, nœud) et phullon (feuille)[11]. Plusieurs plantes de cette famille étaient préconisées dans le traitement des fractures, selon la théorie des signatures[12].
- Feuilles simples
  - sessiles formées, à la suite d'une évolution réductrice, d'un pétiole dilaté et aplati, faisant office de limbe : faux limbe à forme simple et entière (subulée, linéaire, spatulée, ovalaire ou suborbiculaire), à nervation pennée[13]
  - exceptionnellement des stipules  chez des Silenoideae ou des Paronychioideae chez qui elles sont scarieuses : souvent fasciculées ou verticillées dans ces taxons, elles sont soit linéaires (Spergularia, Spergula), soit obovales (Polycarpon)
  - feuilles opposées (paire de feuilles reliées par une crête transversale aux nœuds), souvent décussées, parfois soudées à la base, plus rarement pseudo-verticillées ou alternes[14]

Les parties aériennes (feuilles, tiges) et surtout souterraines (racines) contiennent des métabolites secondaires allélochimiques, les saponines, qui servent de défense des plantes contre les herbivores (insectes, escargots d'eau douce, têtards, petits poissons), notamment chez les saponaires et les silènes. Les propriétés ichtyotoxiques et moussantes des saponines, associée à leur forte dissolubilité dans l'eau, a permis, sans doute depuis la préhistoire, à certains peuples autochtones d'en faire des poisons utilisables pour la pêche (pêche à la nivrée ou pêche au poison en broyant certaines racines, créant ainsi un savon riches en saponines versé dans l'eau des rivières, et qui provoque l'asphyxie et la mort des poissons en endommageant la membrane de leurs branchies),.

### Appareil reproducteur

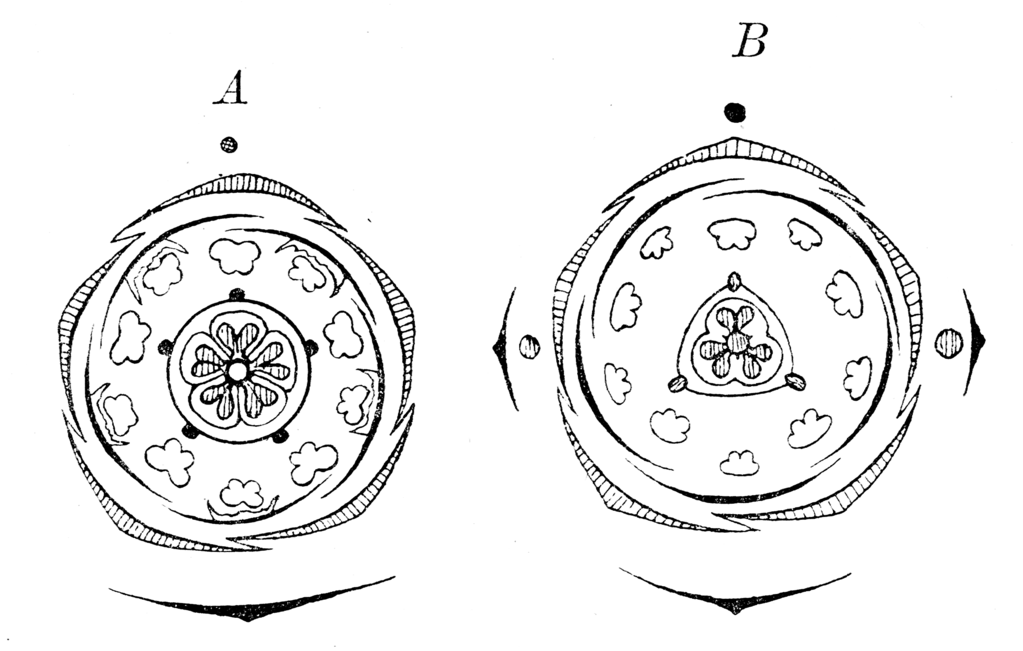
Diagramme floral :
A Lychnis
B Silene.

- Préfloraison imbriquée simple ou tordue
- Inflorescence déterminée : cyme bipare, souvent composée en panicule. Elle peut devenir dissymétrique au point de devenir unipare (avortement d'un rameau à chaque nœud, comme chez le Silènes) ou parfois réduite à une fleur terminale. La cyme peut se contracter, simulant alors plus ou moins un capitule accompagné de bractées scarieuses formant un petit involucre
- Fleur pentamère, parfois tétramère, munie de tépales souvent sépaloïdes
  - Fleur généralement hermaphrodite (parfois polygames ou dioïques), protandre, actinomorphe, parfois munie d'un androgynophore (de) et d'un hypanthium urcéolé, cupuliforme ou discoïde
  - Formule florale : {\displaystyle \star S_{5}\;P_{5}\;E_{5+5}\;C_{\underline {(2-5)}}}
- Périanthe simple (comme chez les Herniaria) ou double (apetalie répandue), pentamère et plus rarement tétramère
  - Calice dialy- ou gamosépale (détermine le type de fruit) composé de 4-5 sépales, libres ou soudés
    - si gamosépale : les sépales connés ont un onglet développé et une ligule (Silenoideae)
    - si dialysépale : il y a un onglet court donc des pétales réduits ou nuls (Paronychioideae, Alsinoideae)

  - Corolle dialypétale ((0-)4-5 pétales souvent onguiculés au limbe bifide ou lacinié et muni de deux petites expansions ligulaires à la jonction du limbe et de l'onglet). Le plus souvent les pétales véritables sont absents mais le néophyte peut observer des « pétales » constitués en fait d'un verticille de 4-5 étamines pétaloïdes[17]
- Androcée obdiplosténome, parfois réduit à 8 ou 5 étamines, anthères aux fentes de déhiscence longitudinale introrses. La pollinisation est entomogame, réalisée par des Diptères et des Lépidoptères venant récolter le nectar. La protandrie favorise la fécondation croisée
- Ovaire supère uniloculaire, à placentation centrale libre ou basale[18] de fleur hypogyne (périgyne dans le genre Scleranthus), à 5, 4, 3 ou 2 carpelles soudés, à 2-5 stigmates réduits ou linéaires, à styles libres rarement connés à la base et aussi nombreux que les carpelles, à ovules hémitropes à campylotropes généralement nombreux (parfois seulement 1), primitifs car bitégumentés et crassinucellés[10].
- Fruit, le plus souvent une capsule loculicide[19] (déhiscence par des clapets triangulaires ou se séparant en valves, en même nombre que les stigmates ou en nombre double) au péricarpe crustacé, scarieux ou papyracé
  - s'ouvrant par des dents apicales chez les espèces à calice gamosépale généralement persistant
  - s'ouvrant par des valves chez les espèces à calice dialysépale[10].
- La graine ne possède en principe pas d'albumen, mais un périsperme autour duquel s’enroule l’embryon[20]

## Liste des genres

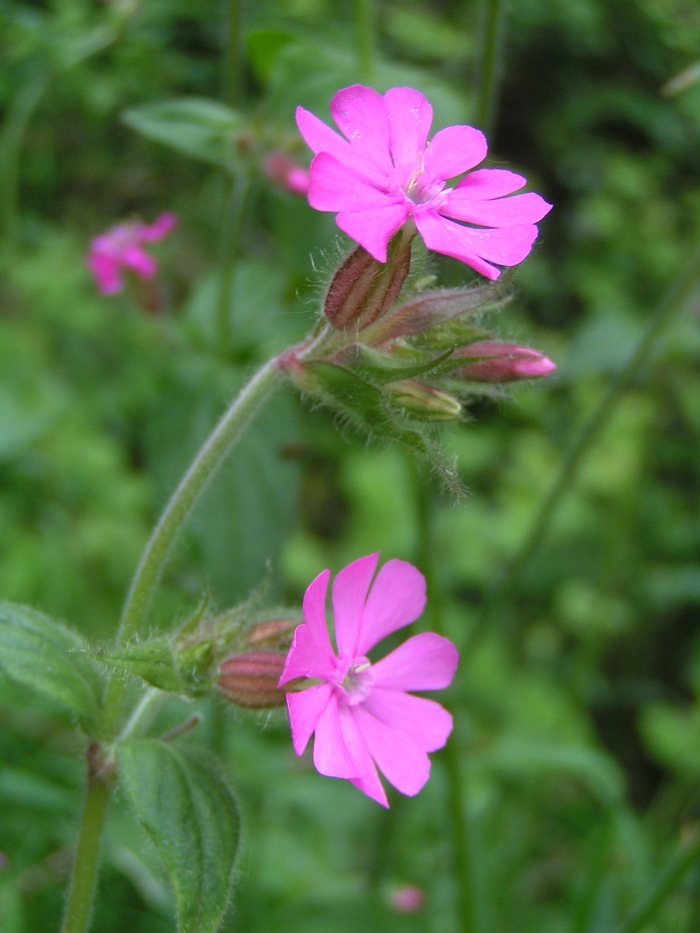
Silène dioïque.

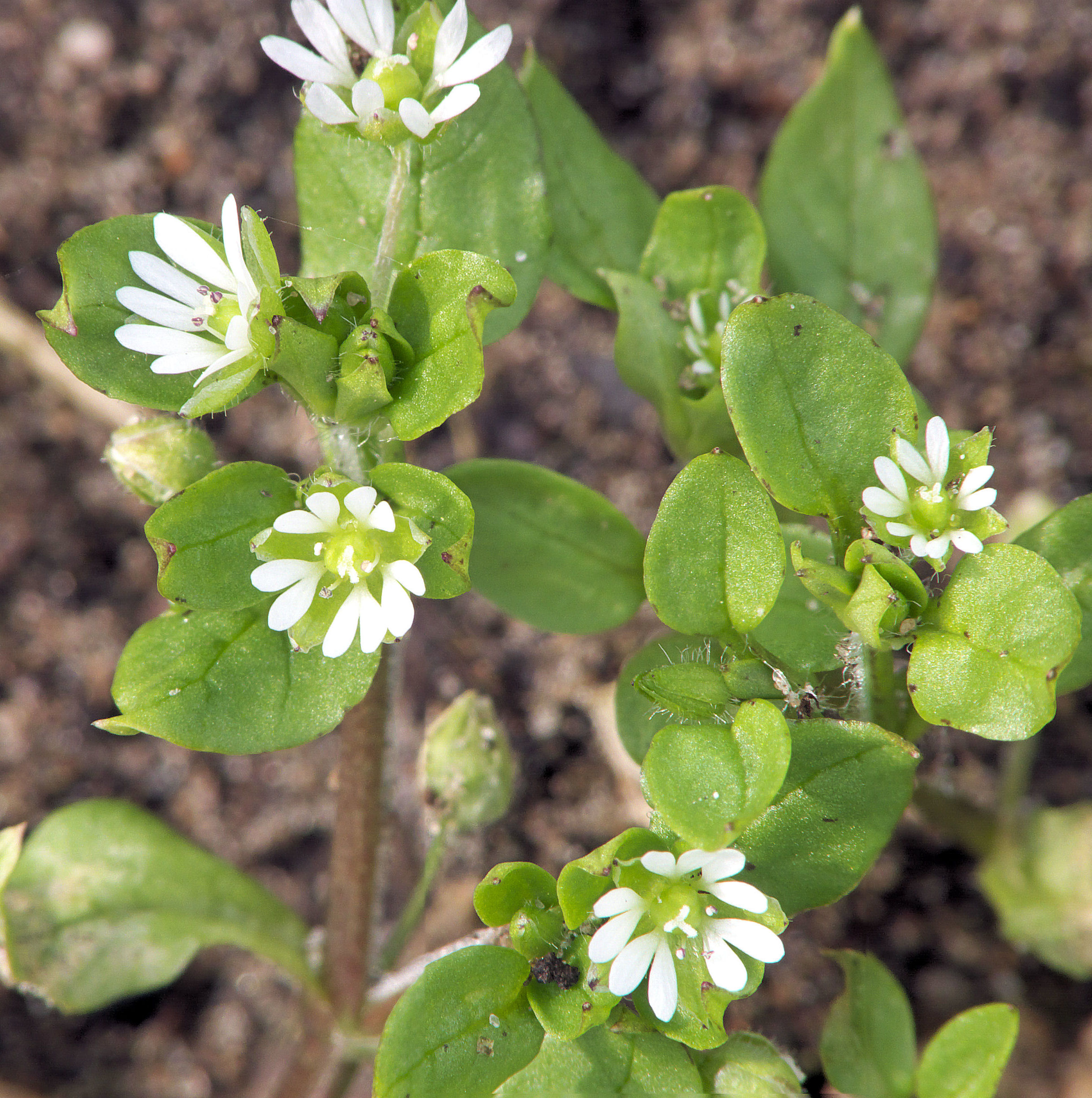
Mouron des oiseaux.

Les genres les plus importants sont Silene avec 700 espèces (dont une cinquantaine dans la flore française), Dianthus avec 300 espèces  (23 dans la flore française), Arenaria avec 200 espèces  (16 dans la flore française), Gypsophila, Minuartia et Stellaria avec 150 espèces (25 de Stellaria et 16 de Minuartia dans la flore française), Paronychia avec 110 espèces, Cerastium avec une centaine d'espèces (25 dans la flore française). La flore française est représentée par 32 genres et 210 à 220 espèces.
Selon NCBI (3 mai 2010) :
- genre Acanthophyllum
- genre Agrostemma
- genre Allochrusa
- genre Arenaria (sablines)
- genre Atocion
- genre Bufonia
- genre Cardionema
- genre Cerastium (céraistes)
- genre Cerdia
- genre Colobanthus
- genre Corrigiola
- genre Dianthus (œillets « véritables »)
- genre Dicheranthus
- genre Drymaria
- genre Drypis
- genre Eremogone
- genre Eudianthe
- genre Geocarpon
- genre Gymnocarpos
- genre Gypsophila (gypsophiles)
- genre Habrosia
- genre Haya
- genre Heliosperma
- genre Herniaria
- genre Holosteum
- genre Honckenya
- genre Honkenya
- genre Illecebrum
- genre Ledenbergia
- genre Lepyrodiclis
- genre Loeflingia
- genre Lychnis
- genre Minuartia
- genre Moehringia
- genre Moenchia
- genre Myosoton
- genre Ortegia
- genre Paronychia
- genre Petrocoptis
- genre Petrorhagia
- genre Philippiella
- genre Plettkea
- genre Pollichia
- genre Polycarpaea
- genre Polycarpon
- genre Psammosilene
- genre Pseudostellaria
- genre Pteranthus
- genre Pycnophyllum
- genre Sagina (sagines)
- genre Saponaria
- genre Schiedea
- genre Scleranthus
- genre Scopulophila
- genre Silene (silènes et les lychnis)
- genre Spergula
- genre Spergularia
- genre Sphaerocoma
- genre Stellaria
- genre Thylacospermum
- genre Uebelinia
- genre Vaccaria
- genre Velezia
- genre Viscaria
- genre Wilhelmsia

Selon Angiosperm Phylogeny Website (21 mai 2010) :
- genre Acanthophyllum C.A.Mey.
- genre Achyronychia Torrey & A. Gray
- genre Agrostemma L.
- genre Allochrusa Bunge ex Boiss.
- genre Alsinidendron H.Mann
- genre Ankyropetalum Fenzl
- genre Anychia Michaux
- genre Arenaria L.
- genre Bolanthus (Ser.) Reichenbach
- genre Brachystemma D.Don
- genre Brewerina A.Gray
- genre Bufonia L.
- genre Cardionema DC.
- genre Cerastium L.
- genre Cerdia Moc. & Sesse
- genre Chaetonychia (DC.) Sweet
- genre Colobanthus Bartl.
- genre Cometes L.
- genre Cucubalus L.
- genre Cyathophylla Bocquet & Strid
- genre Dianthus L.
- genre Diaphanoptera Rech.f.
- genre Dicheranthus Webb

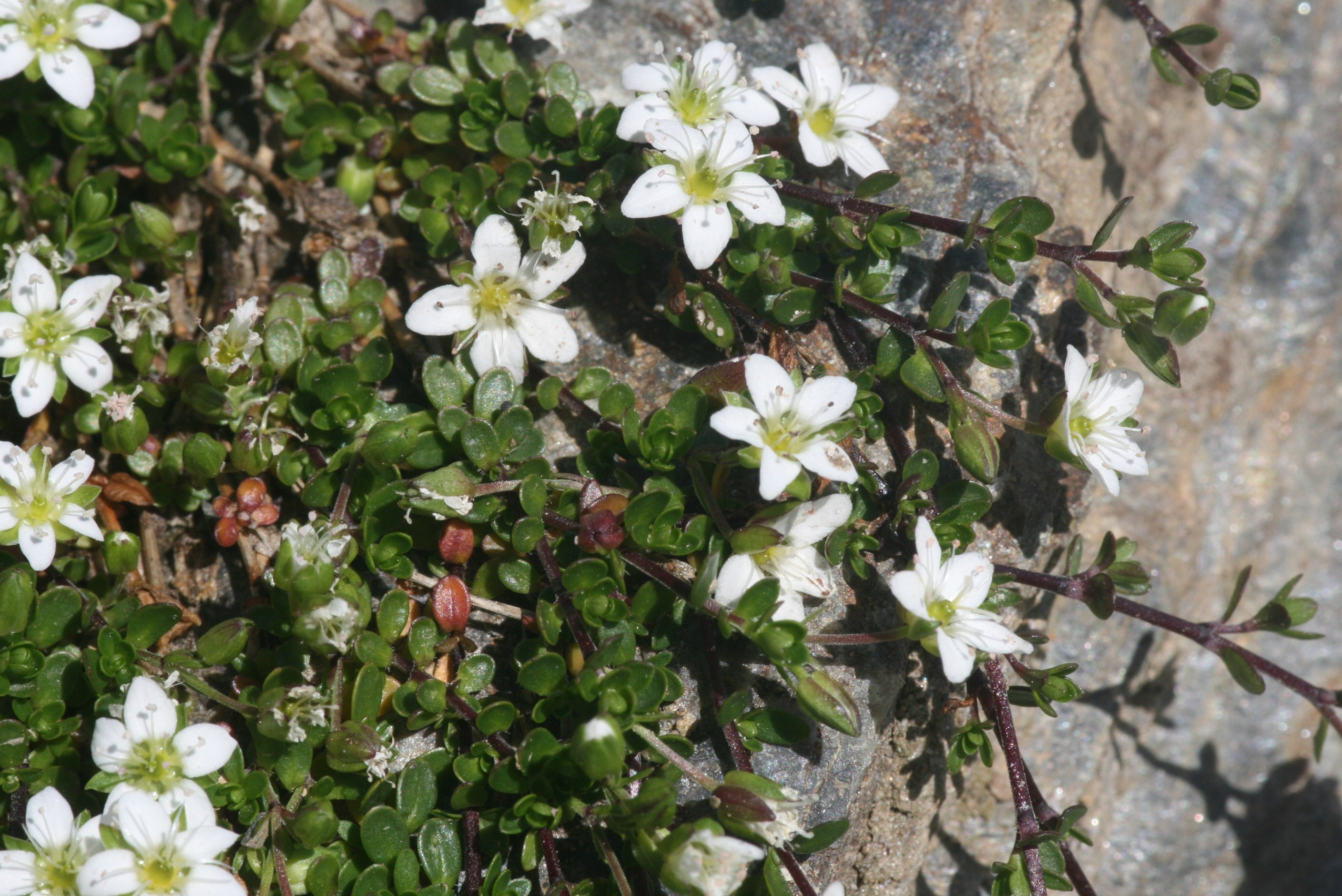
Arenaria biflora.

- genre Drymaria Willd. ex Schult.
- genre Drypis L.
- genre Geocarpon Mack.
- genre Gymnocarpos Forssk.
- genre Gypsophila L.
- genre Habrosia Fenzl
- genre Haya Balf.f.
- genre Herniaria L.
- genre Holosteum L.
- genre Honckenya Ehrh.
- genre Illecebrum L.
- genre Kabulia Bor & C.E.C.Fisch.
- genre Krauseola Pax & K.Hoffm.
- genre Lepyrodiclis Fenzl
- genre Lochia Balf.f.
- genre Loeflingia L.
- genre Lychnis L.
- genre Mesostemma Vved.
- genre Microphyes Phil.
- genre Minuartia L.
- genre Moehringia L.
- genre Moenchia Ehrh.
- genre Myosoton Moench
- genre Ochotonophila Gilli
- genre Ortegia L.
- genre Paronychia Mill.
- genre Pentastemonodiscus Rech.f.
- genre Petrocoptis A.Braun ex Endl.
- genre Petrorhagia (Ser.) Link
- genre Philippiella Speg.
- genre Phryna (Boiss.) Pax & K.Hoffm.
- genre Pinosia Urb.
- genre Pirinia Kral
- genre Pleioneura Rech.f.
- genre Plettkea Mattf.
- genre Pollichia Aiton
- genre Polycarpaea Lamarck
- genre Polycarpon L.
- genre Polytepalum Suess. & Beyerle
- genre Pseudostellaria Pax
- genre Pteranthus Forssk.
- genre Pycnophyllopsis Skottsb.
- genre Pycnophyllum J.Remy
- genre Robbairea Boiss.
- genre Sagina L.
- genre Sanctambrosia Skottsb. ex Kuschel
- genre Saponaria L.
- genre Schiedea Cham. & Schltdl.
- genre Scleranthopsis Rech.f.
- genre Scleranthus L.
- genre Sclerocephalus Boiss.
- genre Scopulophila M.E.Jones
- genre Silene L.
- genre Siphonychia Torrey & A. Gray
- genre Spergula L.
- genre Spergularia (Pers.) J.Presl & C.Presl
- genre Sphaerocoma T.Anderson
- genre Stellaria L.
- genre Stipulicida Michaux
- genre Telephium
- genre Thurya Boiss. & Balansa
- genre Thylacospermum Fenzl
- genre Uebelinia Hochst.
- genre Vaccaria Wolf
- genre Velezia L.
- genre Viscaria Rohl.
- genre Wilhelmsia Reichenbach
- genre Xerotia Oliv.

Selon DELTA Angio (3 mai 2010) :
- genre Acanthophyllum
- genre Achyronychia
- genre Agrostemma
- genre Allochrusa
- genre Alsinidendron
- genre Ankyropetalum
- genre Arenaria
- genre Bolanthus
- genre Bolbosaponaria
- genre Brachystemma
- genre Bufonia
- genre Cardionema
- genre Cerastium
- genre Cerdia
- genre Colobanthus
- genre Cometes
- genre Cucubalus
- genre Cyathophylla
- genre Dianthus
- genre Diaphanoptera
- genre Dicheranthus
- genre Drymaria
- genre Drypis
- genre Geocarpon
- genre Gymnocarpos
- genre Gypsophilla
- genre Habrosia
- genre Haya
- genre Herniaria
- genre Holosteum
- genre Honckenya
- genre Illecebrum
- genre Kabulia
- genre Krauseola
- genre Kuhitangia
- genre Lepyrodiclis
- genre Lochia
- genre Loeflingia
- genre Lychnis
- genre Mesostemma
- genre Microphyes
- genre Minuartia
- genre Moehringia
- genre Moenchia
- genre Myosoton
- genre Ochotonophila
- genre Ortegia
- genre Paronychia
- genre Pentastemonodiscus
- genre Petrocoptis
- genre Petrorhagia
- genre Philippiella
- genre Phrynella
- genre Pinosia
- genre Pirinia
- genre Pleioneura
- genre Plettkia
- genre Pollichia
- genre Polycarpaea
- genre Polycarpon
- genre Polytepalum
- genre Pseudostellaria
- genre Pteranthus
- genre Pycnophyllopsis
- genre Pycnophyllum
- genre Reicheella
- genre Sagina
- genre Sanctambrosia
- genre Saponaria
- genre Schiedea
- genre Scleranthopsis
- genre Scleranthus
- genre Sclerocephalus
- genre Scopulophila
- genre Selleola
- genre Silene
- genre Spergula
- genre Spergularia
- genre Sphaerocoma
- genre Stellaria
- genre Stipulicida
- genre Thurya
- genre Thylacospermum
- genre Uebelinia
- genre Vaccaria
- genre Velezia
- genre Wilhelmsia
- genre Xerotia

Selon ITIS (3 mai 2010) :
- genre Achyronychia  Torr. & Gray
- genre Agrostemma  L.
- genre Alsinidendron  Mann
- genre Arenaria  L.
- genre Cardionema  DC.
- genre Cerastium  L.
- genre Corrigiola  L.
- genre Dianthus  L.
- genre Drymaria  Willd. ex J.A. Schultes
- genre Geocarpon  Mackenzie
- genre Gypsophila  L.
- genre Herniaria  L.
- genre Holosteum  L.
- genre Honckenya  Ehrh.
- genre Illecebrum  L.
- genre Lepyrodiclis  Fenzl
- genre Loeflingia  L.
- genre Lychnis  L.
- genre Melandrium
- genre Minuartia  L.
- genre Moehringia  L.
- genre Moenchia  Ehrh.
- genre Myosoton  Moench
- genre Nyachia
- genre Paronychia  P. Mill.
- genre Petrophagia
- genre Petrorhagia  (Ser.) Link
- genre Polycarpaea  Lam.
- genre Polycarpon  L.
- genre Pseudostellaria  Pax
- genre Sagina  L.
- genre Saponaria  L.
- genre Schiedea  Cham. & Schlecht.
- genre Scleranthus  L.
- genre Scopulophila  M.E. Jones
- genre Silene  L.
- genre Spergula  L.
- genre Spergularia  (Pers.) J.et K. Presl
- genre Stellaria  L.
- genre Stipulicida  Michx.
- genre Vaccaria  von Wolf
- genre Velezia  L.
- genre Wilhelmsia  Reichenb.

## Histoire et légendes

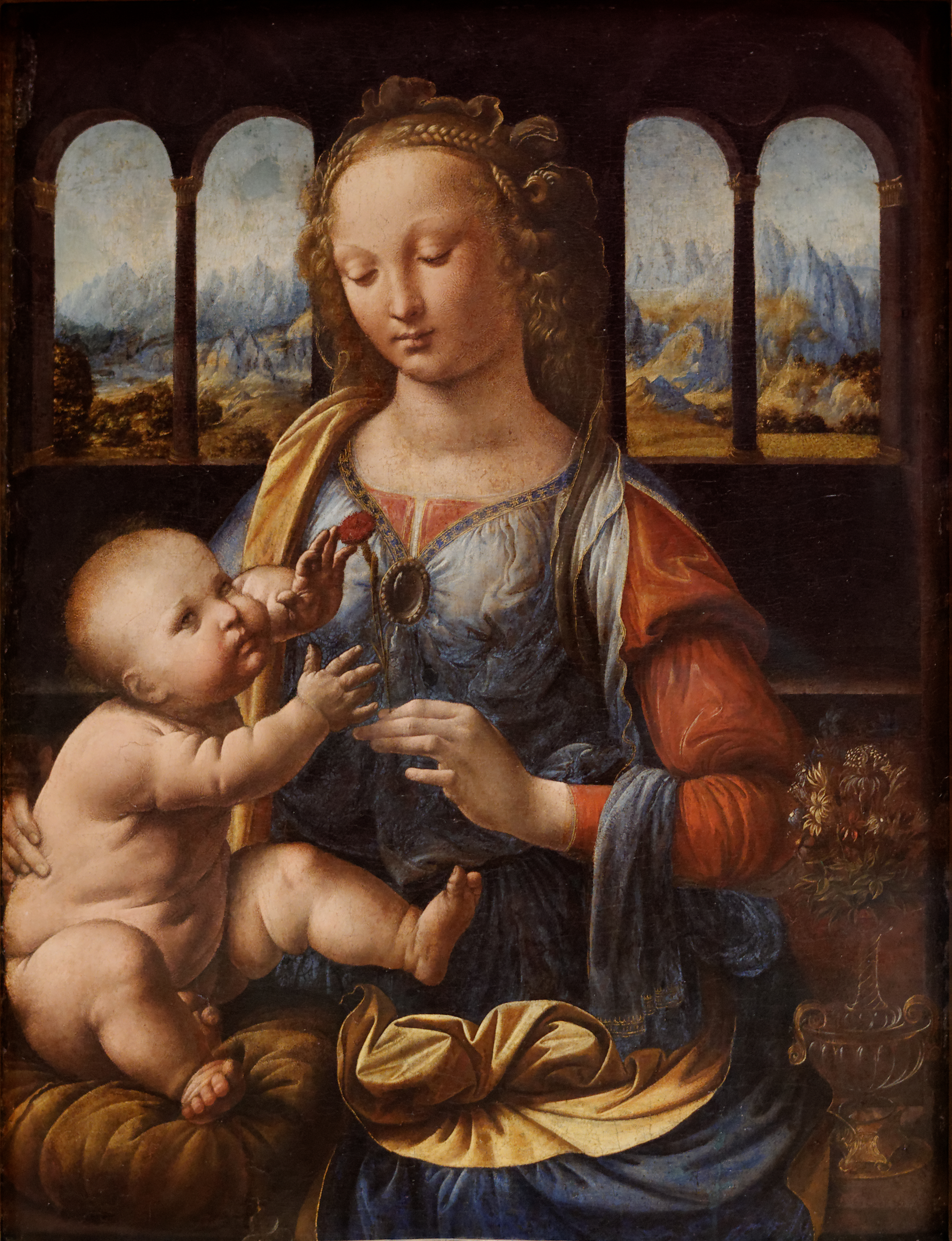
La Madone à l'œillet de Léonard de Vinci, 1476.

Selon une légende, l'armée de Louis IX est victime d'une épidémie dite de peste lors du siège de Tunis à la huitième croisade en 1270. Les soldats y découvrent à cette occasion une liqueur tonique à base d'œillet qui est censée avoir apaisé leurs souffrances, rapportent la plante en France où elle est cultivée comme plante médicinale puis plante ornementale.
La réputation d'aphrodisiaque de l'œillet fait qu'il est symbole de fiançailles et de mariage, illustrant les portraits médiévaux des couples. À l'inverse, signe de l'amour divin et symbole de virginité, il se retrouve sur de nombreuses représentations de la Vierge Marie du XVe au XVIIe siècle. À cette époque, l'œillet disputait à la rose le titre de reine des fleurs.